# 利奧波德博物館
48°12′9″N 16°21′32″E / 48.20250°N 16.35889°E

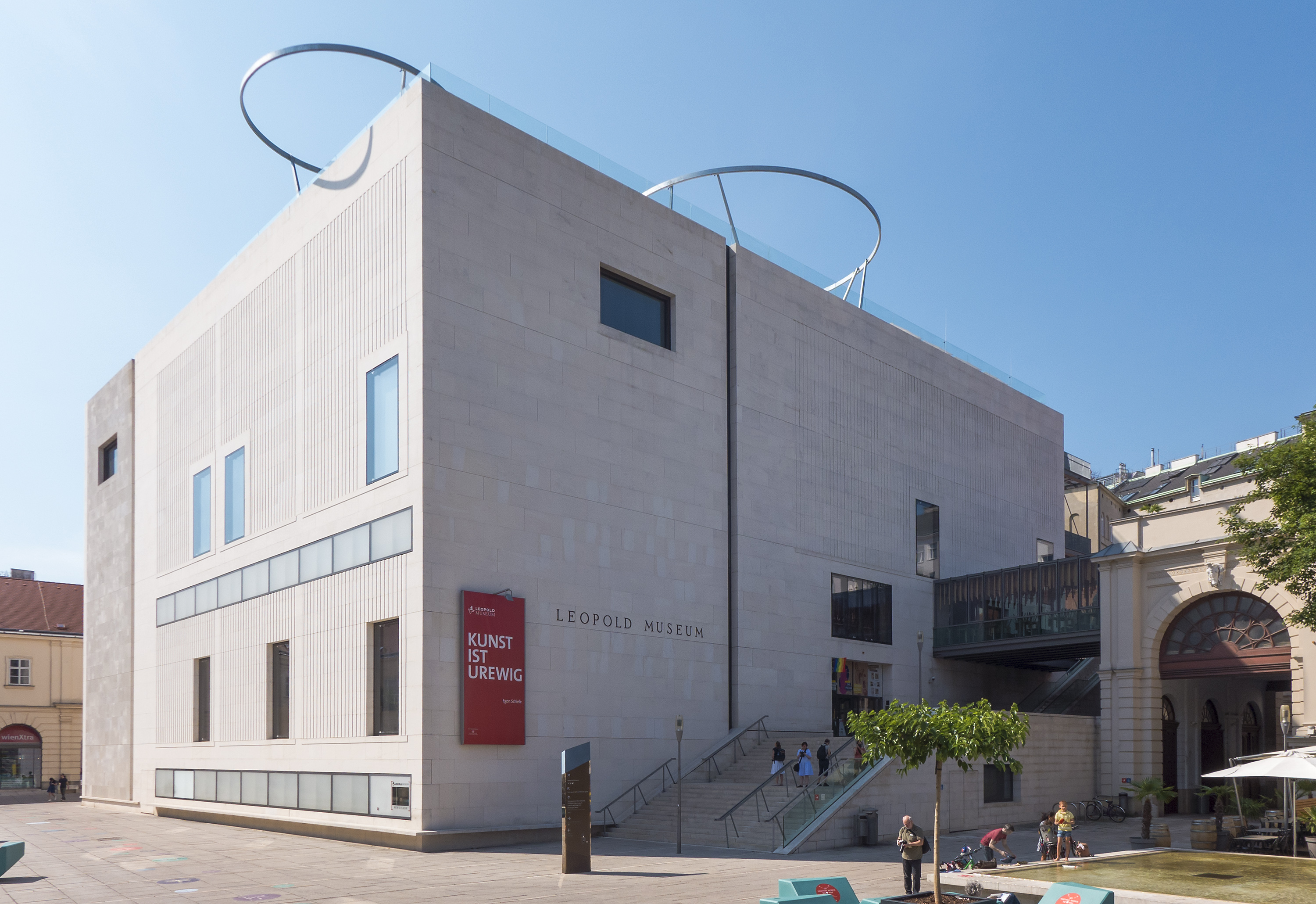
利奥波德博物馆

利奥畢博物馆（Leopold Museum）位于奥地利首都维也纳博物馆区，收藏了最丰富的现代奥地利艺术，代表艺术家包括埃贡·席勒、古斯塔夫·克林姆、奥斯卡·柯克西卡和理查德·盖斯特尔（Richard Gerstl），埃贡·席勒的作品大部份都在此。
鲁道夫與伊丽莎白·利奥畢五十年来收集了超过五千件展品，1994年在奥地利共和国和奥地利国家银行援助下成立利奥畢博物馆私人基金会。2001年，利奥畢博物馆开幕。
收藏品的重点是20世纪上半叶的奥地利艺术，包括埃贡·席勒和古斯塔夫·克林姆的重要作品，展示了由维也纳分离派和新艺术运动逐步转变至表现主义。19世纪和20世纪奥地利主要的艺术作品则作为历史背景。